# Friedrich Frank (Politiker, 1832)
Friedrich Frank (* 25. November 1832 in Wirtheim; † 24. August 1904 in Würzburg) war katholischer Geistlicher und Mitglied des Deutschen Reichstags.

## Leben
Frank besuchte das bayerische Gymnasium und die Universität in Würzburg sowie das Lyceum in Aschaffenburg. Er war Verfasser mehrerer christlicher Werke und Herausgeber der Zeitschriften Auf der Warte und Auf, zum Herzen Jesu. Er war Pfarrer in Wiesen und Spitalpfarrer in Königshofen. Frank promovierte 1877 zum Doktor der Theologie.
Von 1875 bis 1899 war er Mitglied der Bayerischen Kammer der Abgeordneten erst für die Patriotenpartei und ab 1887 für das Zentrum für die Wahlkreise Aschaffenburg und Lohr. Zwischen 1877 und 1878 war er Mitglied des Deutschen Reichstags für den Wahlkreis Oberfranken 4 (Kronach) und das Zentrum.
Hermann Greive bezeichnet Frank als Protagonisten eines unbefangeneren Verhältnisses von Katholiken zum Judentum. Auch wandte sich Frank öffentlich gegen die antisemitische Propaganda von Ritualmorden, die Juden and Christen begangen hätten.  Allerdings teilt Frank die theologische Verwerfung der Juden als Volk. Die Juden erscheinen zur Strafe für den Gottestod als Parasiten, Frank verwendet das Symbol der "Schlingpflanze", Juden werden aktuell wie historisch als Wirtschaftssubjekte kritisiert wegen ihres "Wuchers"; gleichzeitig sagt er, dass auch Christen wuchern und dass der Talmud übermäßige Gewinne verbietet. Frank ist gegen Sondergesetze zu Lasten von Juden. Ein gläubiger Katholik darf kein Antisemit sein.

## Werke
- Die Bußdisziplin der Kirche von den Apostelzeiten bis zum siebenten Jahrhundert, Mainz, 1867, Digitalisat
- Die Kirche und die Juden. Eine Studie. 3., neu durchges. & mit einer Kapiteleinteilung vers. Aufl. - Verlags-Anstalt vormals G. J. Manz, Regensburg 1893[4].
- Der Ritualmord vor den Gerichtshöfen der Wahrheit und Gerechtigkeit. Regensburg 1901
  - Nachträge zu "Der Ritualmord vor den Gerichtshöfen der Wahrheit und Gerechtigkeit". ebd. 1902

## Belege
1. ↑  Taufbuch, 11. Eintrag
2. ↑  Helmut Walser Smith: The Butcher‘s Tale. Murder and Antisemitism in a German Town. Norton, New York 2002, S. 116–117.
3. ↑  im Sammelband: Mosse u. a., 1998, S. 368–374
4. ↑  F. wandte sich sehr deutlich gegen den Antisemitismus und die Ritualmordhetze. Online siehe Weblinks
5. ↑  Frank passim, 18 Nennungen. Buch im Internet-Handel online les- und durchsuchbar. Mehrere Schriften von Frank sind aufgelistet, als ersatzweise Bibliographie zu nutzen, da die DNB für Frank keinen einzigen Titel führt.

| Personendaten    | Personendaten                                                   |
| ---------------- | --------------------------------------------------------------- |
| NAME             | Frank, Friedrich                                                |
| KURZBESCHREIBUNG | deutscher katholischer Geistlicher und Politiker (Zentrum), MdR |
| GEBURTSDATUM     | 25. November 1832                                               |
| GEBURTSORT       | Wirtheim                                                        |
| STERBEDATUM      | 24. August 1904                                                 |
| STERBEORT        | Würzburg                                                        |